# Uldpil
Uld-Pil (Salix lanata) er en lille, løvfældende busk med en lav og nedliggende vækstform. Grenene er udspærrede og tykke. De grå, brede blade er gode kendetegn på Uld-Pil.

## Beskrivelse
Barken er først gullig og tæt besat med hvidlige hår. Senere bliver den mørk og glat. Knopperne sidder spredt, og de er tykke, gullige og uldhårede. 
Bladene er tykke og runde eller ægformede. Bladranden er bølget, men hel. De nye blade er uldhårede på begge sider. Ældre blade er glatte og mørkegrønne på oversiden, men blågrønne på undersiden. Akselbladene er store og helrandede. Hanraklerne er først gulgrå fra de bløde silkehår, men de bliver hurtigt gule af de mange støvknapper. Hunraklerne ændrer sig fra gulgrå til grøn. Frøene modner godt, men taber spireevnen efter få timer.
Rodnettet er tæt og ligger meget højt i jorden.
Højde x bredde og årlig tilvækst: 1,2 x 1,2 m (15 x 15 cm/år).

## Hjemsted
Uld-Pil gror på lysåbne heder og i tundra-områder i det polare Nordeuropa og  Nordasien. Den sydligste, naturlige forekomst findes i Skotland.
- Vækstform
- Gæslinger

| Portal | Portal:Botanik |